# Alban Michon
Pour les articles homonymes, voir Michon.
 (août 2018).
Améliorez-le ou discutez des points à vérifier. 
Alban Michon, né le 17 septembre 1977 à Troyes (Aube), est un explorateur polaire français, spécialiste de la plongée extrême, en particulier de la plongée sous glace et de la plongée souterraine. Il fait partie de la Société des Explorateurs Français.

## Biographie
En 2000, à 22 ans, Alban Michon devient propriétaire de l'École de plongée sous glace de Tignes (Savoie, France). Il développe un centre d'entraînement pour les équipes de plongeurs des expéditions polaires.
En 2005, il rachète et transforme « Les Vasques du Quercy » en une école de plongée souterraine 
En 2015, il met en place une école de plongée sous glace à Val-Thorens.
En 2020, il ouvre la première « École des Explorateurs » de France, à Tignes en Savoie, au bord du lac gelé où il donne des conseils et des cours aux personnes voulant se lancer dans l'aventure. Il forme également à la survie des marins partant dans les eaux polaires et à la manière de faire face aux dangers.

## Expéditions
En 2010, Alban Michon est équipier lors de l’expédition « Under the pole » qui réunit huit aventuriers, un chien husky et une ambition : plonger sous le Pôle Nord géographique. Lors de leur périple de 45 jours, 51 plongées sont réalisées afin de ramener de précieuses données pour témoigner du réchauffement climatique.
En 2012, Alban Michon organise l'expédition " le Piège Blanc sur la côte est du Groenland. Elle s'étend sur 1000 km, parcourus en kayak de mer. Il effectue cette expédition en binôme avec le caméraman Vincent Berthet, qui avait déjà participé à DeepSea Under the pole. L'expédition, préparée durant un an et demi dure 51 jours ; 16 plongées sous les icebergs sont effectuées.
En 2018, Alban part 62 jours en solitaire sur le passage du Nord-Ouest, lors de l'expédition nommée Arktic.
En 2022, il annonce un nouveau projet, Biodysséus. L'objectif est de vivre en autonomie pendant six mois dans un laboratoire immergé sous le pôle Nord,,,.

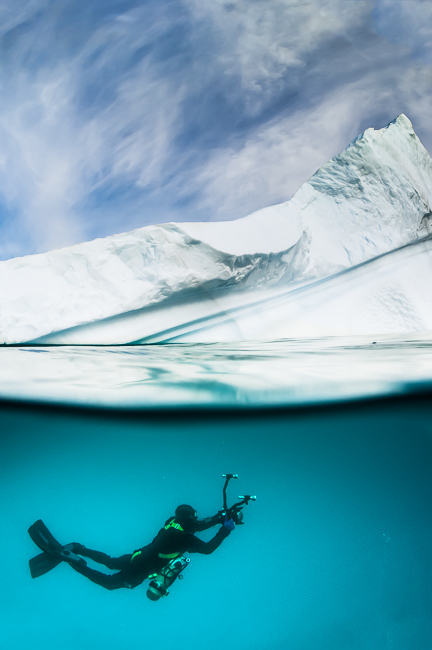
Alban Michon plongeant sous glace.

## Activités publiques
En 2015, Alban Michon est parrain du Salon international de la plongée sous-marine de Paris.
En 2016, Alban Michon est jury lors de la 9ème édition du Festival international du film de la mer (le FILMAR) à Hendaye.
En 2023, Il est jury lors du Festival International du Film Aventure et Découverte à Val d'Isère, aux côtés du maître de cérémonie : Sylvain Tesson.
Alban partage son temps entre la préparation de ses projets d’expéditions et ses multiples conférences en entreprises sur les thèmes du travail en équipe ou du dépassement de soi, entre autres.

## Filmographie
- On a marché sous le pôle réalisé par Thierry Robert, France, 2012. Documentaire de 52 minutes produit par Docside et Base Océans pour la chaine de télévision Thalassa.
- Le Piège blanc[15] de Thierry Robert, France, 2012. Documentaire de 110 minutes, produit par le Cinquième Rêve pour les chaînes de télévisions France 3, Planète + Thalassa et TV5 Monde.
- L'homme qui voulait plonger sur Mars réalisé par Thierry Robert, Documentaire de 90 minutes, produit par le Cinquième Rêve pour les chaînes de télévisions France 5 et Ushuaïa TV
- Arktic, 62 jours en solitaire [16]. Documentaire de 52 minutes, 2019, produit par La Cuisine aux images pour Ushuaïa TV
- Les larmes des glaciers  Documentaire de 52 minutes, produit par Mona Lisa production, réalisé par Pierre-François Gaudry pour France 3 en 2023